# 50 Armia Rakietowa
50 odznaczona Orderem Czerwonego Sztandaru Armia Rakietowa – związek operacyjny Wojsk Rakietowych Przeznaczenia Strategicznego. Sztab armii stacjonował w mieście Smoleńsk, ul. Rewwojensowieta – JW 55135.
Dowództwo armii zostało sformowane 1 września 1960 na bazie dowództwa 50 Armii Lotnictwa Dalekiego Zasięgu w Smoleńsku na podstawie dyrektywy Sztabu Głównego Wojsk Rakietowych Przeznaczenia Strategicznego ZSRR nr 866397 z 4 czerwca 1960.
W skład armii początkowo weszły dywizje rakietowe posiadające na uzbrojeniu rakiety średniego zasięgu R-12 (kod NATO: SS-4 „Sandal”) i R-14 (kod NATO: SS-5 Skean). W drugiej połowie lat 70. na uzbrojenie weszły mobilne kompleksy rakietowe RSD-10 Pionier (kod NATO: SS-20 Saber)
W związku z podpisaniem w 1987 roku układu między Stanami Zjednoczonymi i ZSRR układu o likwidacji rakiet średniego zasięgu – w 1989 roku armia została rozformowana. Dywizje zostały przekazane w skład 27 Armii Rakietowej z dowództwem we Władymirze oraz 43 Armii Rakietowej z dowództwem w Winnicy.

## Skład
W skład 50 Armii Rakietowej weszły:
- 23 Gwardyjska Orłowsko-Berlińska Dywizja Rakietowa – JW 93791. Dowództwo dywizji stacjonowało w m. Wałga w Estońskiej SRR, natomiast jednostki podległe – w Estońskiej SRR oraz w Łotewskiej SRR. W latach 1981–1982 sztab dywizji oraz większość jednostek przedyslokowano do m. Kansk w Kraju Krasnojarskim, a część jednostek bojowych – do składu Dywizji Rakietowej w m. Ostrow w obwodzie pskowskim.
- 24 Gwardyjska Homelska Dywizja Rakietowa – JW 14237. Dowództwo dywizji stacjonowało w m. Gwardiejsk w obwodzie królewieckim, a jednostki liniowe rozmieszczono w tym obwodzie.
- 29 Gwardyjska Witebska Dywizja Rakietowa – JW 42341. Dowództwo dywizji stacjonowało w m. Szauliaj w Litewskiej SRR. Większość jednostek rozmieszczono na terenie Łotewskiej SRR. W latach 1983–1984 sztab dywizji oraz jednostki przedyslokowano do zamkniętego mikrorejonu Zielionyj w obwodzie irkuckim a numer JW dowództwa dywizji zmieniono na 59968.
- 31 Gwardyjska Briańsko-Berlińska Dywizja Rakietowa – JW 18288. Dowództwo dywizji stacjonowało w m. Prużany w obwodzie brzeskim.
- 32 Chersońska Dywizja Rakietowa – JW 14153. Dowództwo dywizji stacjonowało w m. Postawy w obwodzie witebskim, natomiast jednostki podległe rozmieszczono w obwodach: witebskim, brzeskim i grodzieńskim.
- 40 Krasnosielska Dywizja Rakietowa – JW 14297. Dowództwo dywizji stacjonowało w m. Ostrow w obwodzie pskowskim. Jednostki podległe stacjonowały na terenie Estońskiej SRR, Łotewskiej SRR oraz w obwodach: leningradzkim, murmańskim i pskowskim.
- 49 Gwardyjska Stanisławsko-Budapeszteńska Dywizja Rakietowa – JW 34154. Dowództwo dywizji stacjonowało w m. Lida w obwodzie grodzieńskim. Jednostki podległe stacjonowały w obwodach: brzeskim, grodzieńskim i mińskim.
- 58 Melitopolska Dywizja Rakietowa – JW 83463. Dowództwo dywizji stacjonowało w m. Kowno w Litewskiej SRR, w tej republice były też rozmieszczone podległe jednostki.
- 7 Gwardyjska Rieżycka Dywizja Rakietowa – JW 14245. Dowództwo dywizji wraz z większością jednostek stacjonowało w m. Bołogoje w obwodzie kalinińskim. W 1990 roku dywizję przekazano do składu 27 Armii Rakietowej we Władymirze.

## Kolejni dowódcy 50 Armii Rakietowej
- 22 listopada 1960 – 1972 – gen. por./gen. płk lotnictwa Fiodor Dobysz
- 1972 – 1979 – gen.por./gen. płk Konstantin Gierczik
- 1979 – 1981 – gen. por./gen. płk Jurij Jaszyn
- maj 1981 – 1985 – gen. por./gen. płk Nikołaj Kotłowcew
- 1985 – 1988 – gen. por. Giennadij Kozłow
- 1985 – 1988 – gen. por. Władimir Michtiuk